# 宁羌卫
宁羌卫，明代卫所名。洪武三十年（1397年）以沔县之大安废县置，治所在今陕西省宁强县。成化二十一年（1485年）改置宁羌州。